# Afrikaanse huisslang
De Afrikaanse huisslang (Lamprophis aurora) is een niet-giftige slang uit de familie Lamprophiidae.

## Naam en indeling
De wetenschappelijke naam van de soort werd voor het eerst voorgesteld door Carl Linnaeus in 1758. Oorspronkelijk werd de wetenschappelijke naam Coluber Aurora gebruikt. De slang werd eerder aan andere geslachten toegekend, zoals Natrix, Lycodon en Coronella.
De naam Afrikaanse huisslang wordt ook gebruikt voor de slangensoort Boaedon lineatus.

## Uiterlijke kenmerken
De slang bereikt een lichaamslengte van 45 tot 60 centimeter, met uitschieters tot 90 cm. Mannetjes zijn kleiner dan vrouwtjes, maar hebben een langere staart. De langwerpige, driehoekige kop is goed te onderscheiden van het lichaam door de aanwezigheid van een duidelijke insnoering. Aan weerszijden van de kop bevindt zich een roomwitte streep. De ogen zijn relatief klein en hebben een verticaal elliptische pupil. De slang heeft 21 of 23 rijen schubben in de lengte op het midden van het lichaam en 165 tot 180 schubben aan de buikzijde. Onder de staart zijn 35 tot 58 schubben aanwezig.
De lichaamskleur loopt erg uiteen van zwart tot bruin tot oranje tot olijfkleurig, zelden ook geel, terwijl de buikzijde over het algemeen geheel gebroken wit is. Over het midden van de rug loopt een oranjegele streep.

## Levenswijze
Deze nachtactieve slang jaagt op kikkers, hagedissen en jonge zoogdieren. De Afrikaanse huisslang staat bekend als een rustige soort die niet snel bijt. De vrouwtjes zetten eieren af, per seizoen produceert het vrouwtje twee of meer legsels van 6 tot 16 eieren. Deze zijn ongeveer 20 millimeter breed en 35 mm lang.

## Verspreiding en habitat
De soort komt voor in delen van Afrika leeft in de landen Zuid-Afrika, Swaziland en Botswana. De habitat bestaat uit savannen, scrublands, graslanden en draslanden. Zijn voorkeur gaat uit naar licht bebost gebied met veel lage struiken. Hij is daar dan ook vaak te vinden nabij de wortels van bomen. De soort is aangetroffen van zeeniveau tot op een hoogte van ongeveer 1700 meter boven zeeniveau.

## Beschermingsstatus
Door de internationale natuurbeschermingsorganisatie IUCN is de beschermingsstatus 'veilig' toegewezen (Least Concern of LC).